# Rhinecanthus rectangulus
Rhinecanthus rectangulus is een straalvinnige vissensoort uit de familie van trekkervissen (Balistidae). De wetenschappelijke naam van de soort is voor het eerst geldig gepubliceerd in 1801 door Bloch & Schneider.
Hij is bekend door de lange Hawaiiaanse naam Humuhumunukunukuapua'a; dat betekent "vis met een varkensneus".